# Bozsik Aréna
Die Bozsik Aréna ist ein Fußballstadion im XIX. Stadtbezirk (Kispest) der ungarischen Hauptstadt Budapest. Die Anlage an der Puskás-Ferenc-Straße ist die sportliche Heimat des Fußballvereins Honvéd Budapest. Bis zum Beginn des Umbaus bot es Platz für 9500 Zuschauer. Heute verfügt es über 8200 Sitzplätze. Der Eigentümer ist Magyar Futball Akadémia Kft. Die umgebaute Arena war ein Spielort der U-21-Fußball-Europameisterschaft 2021.

## Geschichte
Das erste Stadion wurde auf dem heutigen Gelände im Jahr 1913 gebaut. Die Anlage bekam von den gegnerischen Mannschaften den Spitznamen Drachenhöhle. 1927 erfolgte eine Renovierung. Acht Jahre später zerstörte ein Brand die Spielstätte. Es wurde neu aufgebaut und am 2. Januar 1938 eröffnet. Das erste Spiel fand am 12. Februar 1939 zwischen dem Kispest FC und dem Nemzeti SK (1:2) statt. Die Sportstätte wurde im Oktober 1986 nach József Bozsik benannt. Er war neben Ferenc Puskás einer der bekanntesten Spieler von Honvéd und gehörte zur legendären Goldenen Elf Ungarns von Anfang bis Mitte der 1950er Jahre. Zuvor trug es von 1946 an den Namen Szent Imre herceg útjai Stadion. Der Besucherrekord stammt aus dem Jahr 1957, als 30.000 Zuschauer die Partie zwischen Honvéd und Tatabánya verfolgten.

### Neubau
Mitte der 2010er Jahre startete der ungarische Staat ein nationales Sportstättensanierungsprogramm. Nachdem schon die Budapester Fußballarenen Groupama Aréna (Ferencváros) und das Hidegkuti-Nándor-Stadion (MTK) von dem Programm profitierten, sollte auch die mittlerweile über 80 Jahre alte Heimat von Honvéd renoviert werden. Schon 2014 wurde ein Entwurf von der Óbuda Group für eine neue Spielstätte mit 8200 Plätzen für 11,9 Mrd. HUF (etwa 36,8 Mio. Euro) präsentiert.
Es dauerte bis Ende 2018, bis das Bauprojekt in trockenen Tüchern war. Im Dezember des Jahres wurden die Verträge unterzeichnet. Das Joint Venture aus Pharos 95 und West Hungaria Bau hatten den Zuschlag für die Errichtung des neuen Bozsik-Stadions mit einem finanziellen Volumen von 11,799 Mrd. HUF (rund 36,5 Mio. Euro) erhalten. Die Start der Arbeiten war für Anfang 2019 projektiert. Die Fertigstellung sollte Ende 2020 vollzogen werden. Der einfach gehaltene Stadionbau mit einer Grundfläche von 10.000 m² und einer Gesamtfläche von 70.000 m² sollte trotzdem die UEFA-Stadionkategorie 4 erreichen, um nationale wie internationale Begegnungen, bis hin zu einem Halbfinale in der UEFA Champions League, austragen zu können. Dazu benötigte die Fußballarena ein Fassungsvermögen von mindestens 8000 Zuschauern. Angesichts eines Zuschauerschnittes von 2510 Besuchern pro Spiel in der Saison 2017/18 klingt dies viel, bietet Honvéd aber die Möglichkeit mit höheren Einnahmen in der modernen Spielstätte zu wachsen. Um das Stadion sollten 438 neue Parkplätze geschaffen werden. Etwa 1300 Betonfertigteile wurden verbaut. Hinzu kamen 670 Tonnen Baustahl und 2700 m3 Beton. Während der Bauarbeiten war Honvéd Budapest im Hidegkuti-Nándor-Stadion des MTK Budapest FC beheimatet. Von 2014 bis 2016 spielte der MTK wiederum im Bozsik-Stadion als Ausweichstätte für die Zeit des Neubaus.
Im Februar 2019 begannen die Abrissarbeiten an der alten Heimat von Honvéd. Der Tag der Grundsteinlegung war der 21. März 2019. In Anwesenheit von Tünde Szabó, der Staatssekretärin für Sport, und George F. Hemingway, dem damaligen Besitzer von Honvéd Budapest, wurde die Zeremonie durchgeführt. Im April 2020 bekam das Projekt einen Zuschuss von einer Mrd. HUF. Im Juli des Jahres erhielt man weitere 6,6 Mrd. HUF aus einem 191,2 Mrd. HUF (540 Mio. Euro) großen Programm des Staates zur Abmilderung der Folgen durch die COVID-19-Pandemie. Die Kosten des Baus lagen mittlerweile bei 17,1 Mrd. HUF (48,3 Mio. Euro) und damit 350 Prozent höher als die ursprünglich 2013/14 geplanten fünf Mrd. HUF. Dies war sehr viel im Vergleich zu den anderen, wesentlich größeren, Stadionneubauten der letzten Jahre in Ungarn. Die Groupama Aréna mit 23.700 Plätzen kostete 14,7 Mrd. HUF (48 Mio. Euro), das Nagyerdei-Stadion in Debrecen mit 20.340 Plätzen verursachte Kosten von 12,5 Mrd. HUF (41 Mio. Euro). Die neue Bozsik Aréna sollte bis zum Ende des Sommers 2020 fertiggestellt werden. Es ist das dritte Stadion der UEFA-Kategorie 4 in Budapest.
Am 14. März 2021 trat die zweite Mannschaft von Honvéd Budapest gegen den Szekszárdi UFC (5:1) zum Eröffnungsspiel am 24. Spieltag der drittklassigen Nemzeti Bajnokság III 2020/21 an. Die Begegnung war ein Testlauf für die U-21-Fußball-Europameisterschaft, da die erste Mannschaft von Honvéd erst nach der EM ihre erste Partie in der Arena bestritt.

## Galerie

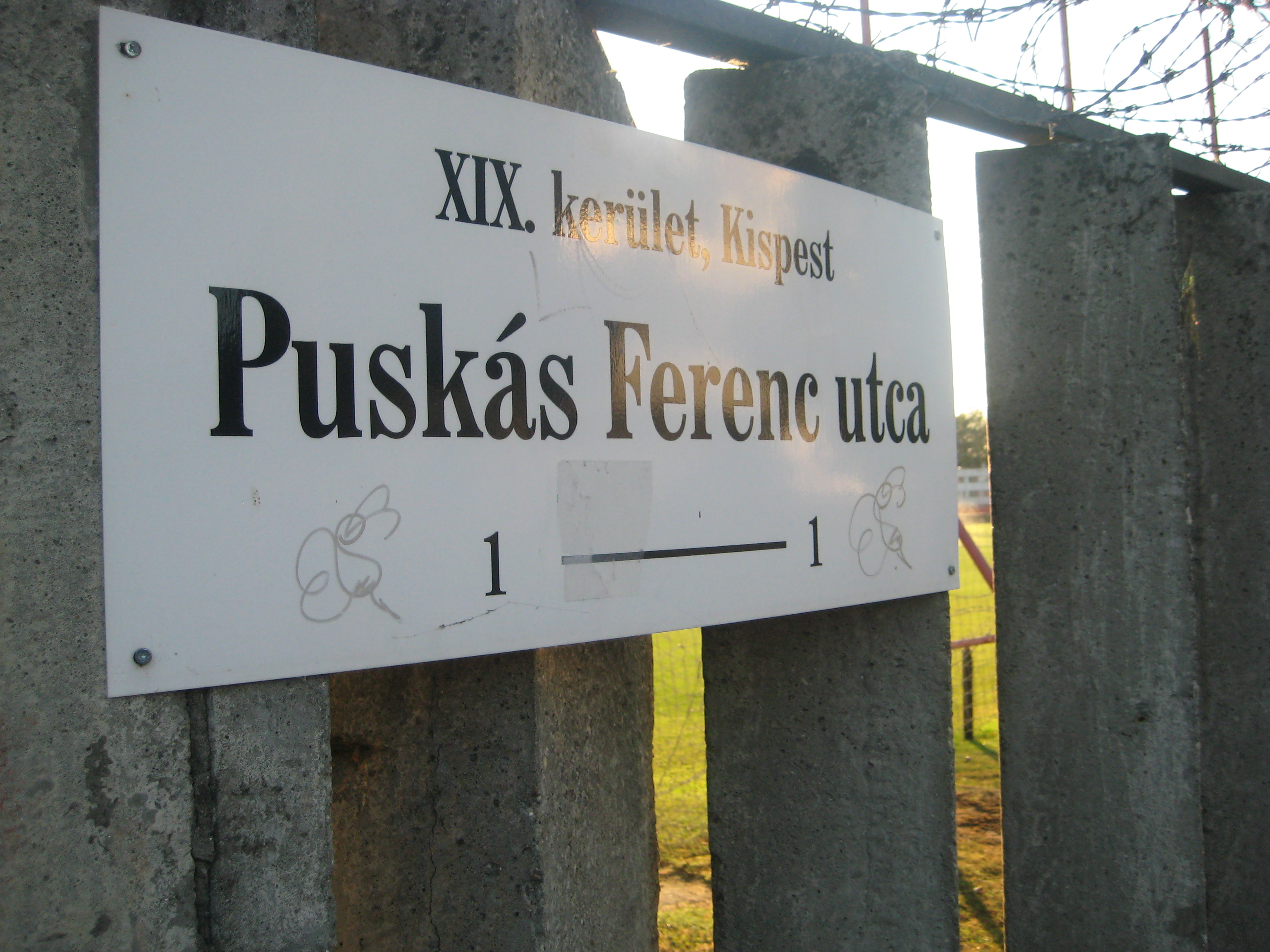
Straßenschild (September 2011)
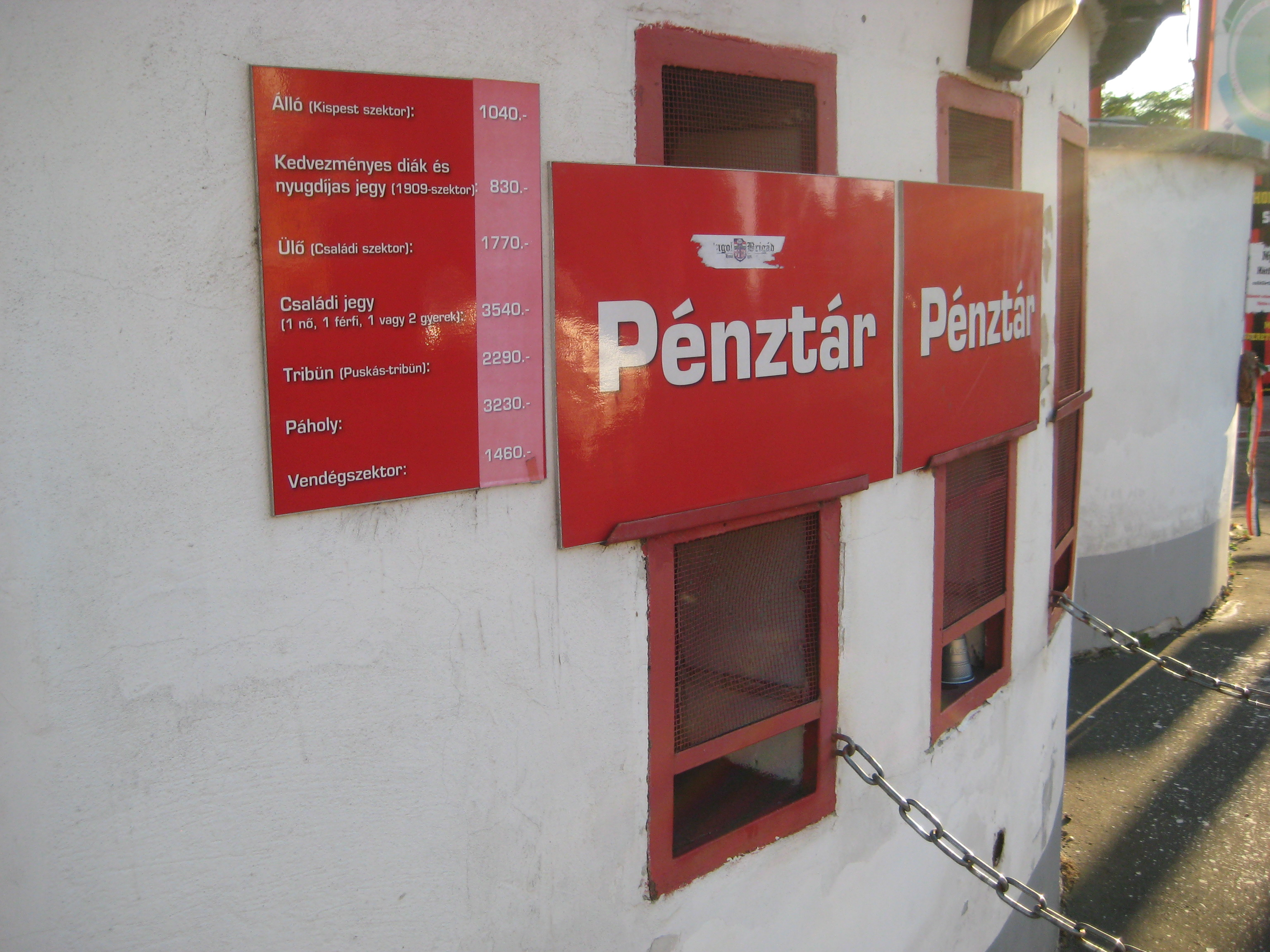
Kasse mit Tafel der Eintrittspreise (September 2011)
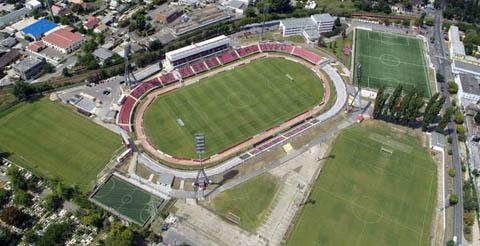
Luftbild der Anlage (September 2011)
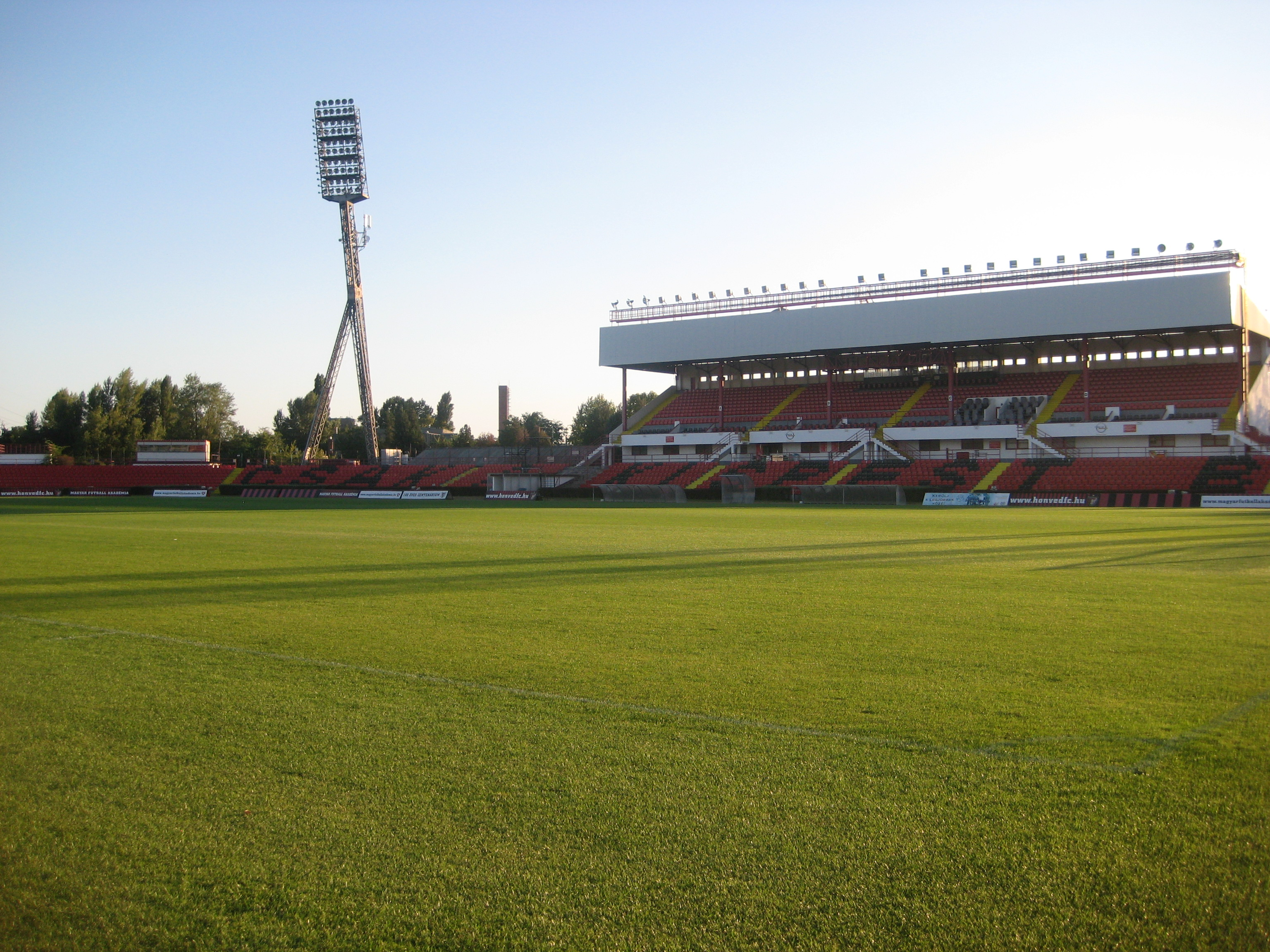
Das alte Stadion (September 2011)